# 44016 Jimmypage
A 44016 Jimmypage (ideiglenes jelöléssel 1997 WQ28) a Naprendszer kisbolygóövében található aszteroida. Mark Armstrong és Claire Armstrong fedezte fel 1997. november 30-án.
Nevét Jimmy Page (James Patrick York Page) angol gitáros után kapta.